# 童家桥街道
童家桥街道，是中华人民共和国重庆市沙坪坝区下辖的一个乡镇级行政单位。

## 行政区划
童家桥街道下辖以下地区：
五灵观社区、文苑社区、壮志路社区、和睦村社区和阳光社区。